# Stephan Ussing (billedhugger)
 Der er flere personer med dette navn, se Stephan Ussing.
Stephan Peter Johannes Hjort Ussing (15. september 1828 i Ribe – 19. juli 1855 i København) var en dansk billedhugger, bror til J.L. Ussing.
Født i et lille hus, hvor Backhaus i dag ligger - Grydergade 12. Han var ét af ni børn, hvor fire af dem døde tidligt. Han var søn af maleren Peder Ussing. Stephan blev taget ud af borgerskolen efter blot 1 1/2 af sin fader, der valgte selv at undervise sin søn i tid og kundskaber.
Der refereres til en skelsættende begivenhed i den unge Stephan Ussings liv; Konkylieskærer Petersen, ligeledes ripenser, gæstede familien, hvor han medbragte en kopi af en af Thorvaldsens Gratier, udskåret i elfenben.
Faderen havde øje for sønnens kundskaber og så dem som han pligt at bringe ham videre til uddannelse i København, skønt familien ikke havde økonomi til dette.
Ussing kom 1843 til København som 15-årig, hvor han blev elev af Kunstakademiet og af H.W. Bissen, i hvis atelier han blandt andet modellerede den ene af hestene foran quadrigaen på Thorvaldsens Museums tag. Ussing udstillede 1845 to buster, senere også statuer, grupper og relieffer. 1848 vakte statuen En hyrdedreng opmærksomhed; den lille guldmedalje vandt han ved relieffet Thetis bønfalder Vulkan om våben til Achilles. Episode af barnemordet i Bethlehem blev erhvervet til Ribe Domkirke; til Statens Kunstsamlinger købtes En karl, som vander sin hest og To børn, som har fanget en krabbe. For En Fiskerdreng vandt han den Neuhausenske Præmie, men da lå han allerede dødssyg på Frederiks Hospital. I 1857 udstilledes et i marmor udført eksemplar af et af hans sidste værker, En badende pige, der var købt af kong Frederik VII.
Han døde på hospitalet den 19. juli 1855 i sin søster Eulalias nærværelse, hun havde plejet ham under hele hans 18 måneders lange sygdomsforløb, med en søsters fulde kærlighed.
Han er begravet på Frederiksberg Ældre Kirkegård.